# Wola Smolana
Wola Smolana – wieś sołecka w Polsce położona w województwie mazowieckim, w powiecie legionowskim, w gminie Serock.
| SIMC    | Nazwa        | Rodzaj      |
| ------- | ------------ | ----------- |
| 0008438 | Wola Smolana | osada leśna |

W latach 1975–1998 miejscowość administracyjnie należała do województwa warszawskiego.